# حسین فخری

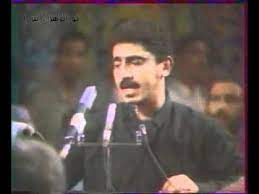
حسین فخری

حسین فخری متولد خرمشهر در سال ۱۳۳۸ (۶۵ ساله) متولد شد او یکی از مداحان اهل ایران است. او به همراه صادق آهنگران و غلام کویتی‌پور از مداحان فعال دوران جنگ ایران و عراق بود. نوحهٔ حماسی «ممد نبودی ببینی» نخستین بار توسط وی و پس از آزادسازی خرمشهر بر سر مزار محمد جهان‌آرا اجرا گردید. جواد عزیزی این نوحه را براساس ملودی مداحی «جهان‌بخش کردی زاده» معروف به «بخشو» سروده است که حدود ۶۰ سال پیش آن را خوانده بود. به گزارش فارس، خانواده او اصالتاً بهبهانی هستند که سال‌ها پیش به خرمشهر مهاجرت کردند. نوحه خوانی به زبان فارسی و عربی و تسلط بر آهنگ‌سازی از ویژگی‌های حسین فخری است.
از نوحه‌های معروفی که او اجرا کرده است می‌توان به «هفتاد و دو پروانه»، شعری از حسین تجلی بهبهانی، «بنشین تا به تو گویم زینب»، شعری از سید جواد عین الملک، «چه دشوار است پیمودن به هجران تو منزل‌ها» و «آسمان غرقه بخون از شفق تنگه غروب»، شعری از حبیب‌الله چایچیان اشاره نمود. اکثر نوحه‌هایی که بعدها توسط او اجرا شده است، توسط شاعران و نوحه سرایانی چون حبیب‌الله معلمی، غلامعلی رجائی و حبیب‌الله چایچیان سروده شده‌اند.